# Mastelero
Mastelero är en ort i Mexiko.   Den ligger i kommunen Huimanguillo och delstaten Tabasco, i den sydöstra delen av landet, 600 km öster om huvudstaden Mexico City. Mastelero ligger 37 meter över havet och antalet invånare är 312.
Terrängen runt Mastelero är mycket platt. Runt Mastelero är det ganska tätbefolkat, med 62 invånare per kvadratkilometer. Närmaste större samhälle är Huimanguillo, 1,8 km norr om Mastelero. Omgivningarna runt Mastelero är en mosaik av jordbruksmark och naturlig växtlighet.